# Carme Portaceli
Carme Portaceli Roig Valencia. es una directora teatral y profesora en el Instituto del Teatro de Barcelona. En julio de 2020 fue nombrada directora artística del Teatro Nacional de Cataluña, puesto que asumirá a partir de septiembre de 2021, convirtiéndose en la primera mujer en dirigir la institución.
Miembro fundadora de la Academia de las Artes Escénicas de España (AAEE) y del comité organizador de los Premios Max, en 2005 creó la Factoría Escénica Internacional. En 2016 asumió la dirección del Teatro Español de Madrid con un programa que defendía la paridad entre hombres y mujeres en la dirección y la autoría de las obras presentadas. A lo largo de su trayectoria como directora de escena ha dirigido más de 70 espectáculos.

## Trayectoria
Se licenció en Historia del Arte en 1981 por la Universidad de Barcelona . Un año después, en 1982 inició su trayectoria profesional en el mundo de las artes escénicas en el Teatro Libre como ayudante de dirección en la obra Fulgor y muerte de Joaquín Murrieta de Pablo Neruda, con traducción de Miquel Martí i Pol y dirección de Fabià Puigserver. Desde el año 2001 hasta el 2016 fue profesora de Dirección y de Interpretación en el Instituto del Teatro de la Diputación de Barcelona . Entre 2005 y 2016 fue Directora artística de la FEI - Factoría Escénica Internacional.  
En 2014 fue socia fundadora de la Academia de las Artes Escénicas de España y vicepresidenta de la institución.
En junio de 2017 logró los Premios Max al Mejor espectáculo teatral y a la Mejor dirección por Només són dones, un montaje interdisciplinar sobre la memoria histórica que habla de las luchadoras silenciadas, de Matilde Landa, Amparo Barayón y Tomasa Cuevas y de las 3000 mujeres que fueron encarceladas, torturadas, separadas de sus hijos, tiradas a las cunetas y ninguneadas históricamente. Al recibir los premios los dedicó  «a Tomasa Cuevas y a tantas mujeres que lucharon por la libertad de nuestro país que, como es habitual han sido olvidadas y sometidas a no tener visibilidad. Incluso hoy no la tienen en libros, museos...»

### Paridad en las artes escénicas
En septiembre de 2016 asumió la Dirección artística del Teatro Español de Madrid.

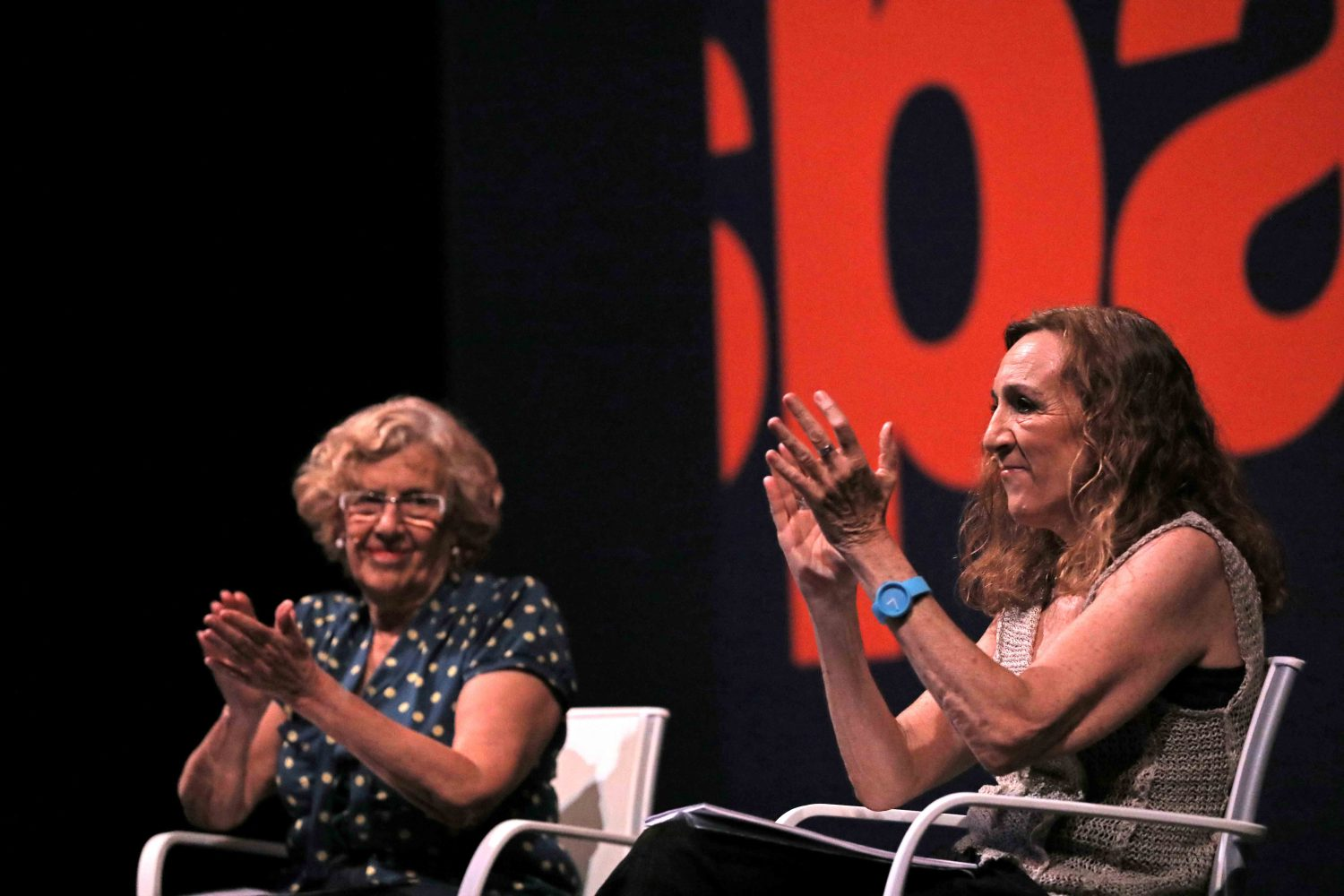
Manuela Carmena y Carme Portaceli presentan la programación 2017-2018 en el Teatro Español de Madrid

Apostó por una programación paritaria en la que había tantas mujeres como hombres en la dirección y en la autoría de los espectáculos presentados. Fue relevada en septiembre de 2019.

### Teatro Nacional de Cataluña
En julio de 2020 se anunció que Portaceli sería la nueva directora del Teatro Nacional de Cataluña convirtiéndose en la primera mujer al frente de esta institución después de 24 años de historia con directores como Josep Maria Flotats, Domènec Reixach, Sergi Belbel y Xavier Albertí. Portaceli ya se había presentado como candidata ocho años antes, cuando fue finalmente elegido Albertí.  
Su incorporación está prevista en septiembre de 2020 para elaborar la programación de la temporada 2021-2022 y se mantendrá en el puesto por seis años no prorrogables.

## Premios y reconocimientos
- 1990 Premio Serra d'Or al mejor espectáculo por La Missió
- 1998 Premio Butaca al mejor espectáculo y mejor dirección por Mein Kampf
- 2001 Premio ADE a la mejor dirección por Solness, el constructor
- Premio de la Universidad del País Valencià a la mejor dirección por "Un enemic del poble"
- Premio de las artes escénicas de la Generalitat valenciana: mejor dirección por Sopa de pollastre amb ordi
- 2005 Premio ADE a la mejor dirección por Sopa de pollastre amb ordi
- 2007 Premio MAX al mejor texto en lengua catalana por Fairi
- 2008 Premio de la crítica al mejor espectáculo por Qué va passar quan Nora va deixar el seu home
- 2017 Premio Butaca 2017 a la Mejor Dirección por Només son dones de Carmen Domingo.
- 2017 Premio MAX 2017 en el Mejor Espectáculo por Només son dones  de Carmen Domingo.
- 2017 Premio MAX 2017 en la Mejor Dirección por Només son dones  de Carmen Domingo

## Montajes
- Món, dimoni i carn de Maria Aurèlia Capmany (1982)
- La missió (1990) de Heiner Müller, premi Serra d'Or al millor espectacle de l'any
- Combat de negre i gossos (1988)
- Muelle Oeste (1993) de B. M. Koltès,
- Els vells temps (1999), de Harold Pinter
- El Parc (1992), de Botho Strauss
- Les presidentes (1998), de Werner Schwab.
- Mein Kampf, del jueu hongarès George Tabori (1999)
- Por, menjar-se ànima, versió d'Angst essen Seele auf, de Rainer Werner Fassbinder (2000)
- Solness, el constructor (2000) de Henrik Ibsen
- Jubileum (2001) de George Tabori
- El idiota en Versalles (2001) de Chema Cardeña
- Ball trampa (2001) de Xavier Durringer
- Sallinger (2002) de Bernard-Marie Koltès
- Cara de foc de Marius von Mayenbrug
- Un enemic del poble (2003) d'Henrik Ibsen
- Lear (2003) d'Edward Bond
- El retorn al desert (2003) de B.M.Koltès
- Gènova 01 (2004) de Fausto Paravidino
- Cançons dedicades (2004) de Franz Xaver Kroetz
- Raccord (2005) de Rodolf Sirera.
- Les escorxadores (2006) de Sarah Daniels
- Un lloc conegut (2007) de Daniela Freixas Conte
- Fairy (2007)
- Josep i Maria 2007 de (Turrini)
- Ante la jubilación. 2008. (Bernhard)
- Què va passar quan Nora va deixar el seu home? 2008. (E. Jelinek)
- Así que pasen cinco años. 2008. (Lorca)
- Ricard II 2008. (Shakespeare)
- Te doy mis ojos 2009. (Icíar Bollaín y Alicia Luna)
- L'Auca del senyor Esteve. 2010. (Rusiñol)
- Prometeu 2010 (Esquil-Müller)
- Conte d'Hivern 2010 (Shakespeare)
- La nostra classe 2011 (Slobodzianek)
- Els baixos fons 2012. (Gorki)
- El video no el veu ningú 2012 (Martin Crimp)
- La indagació. Un oratori en onze cants 2013 (Peter Weiss)
- TV & misèria de la II Transició 2013 (Albert Boronat)
- El President 2014 (Thomas Bernhard)
- Krum 2014 (Hanoch Levin)
- Las dos bandoleras 2014 (Félix Lope de Vega)
- Només són dones 2015 (Carmen Domingo)
- La Rosa Tatuada 2016 (Tennessee Williams)
- Esplendor. 2016 (Abi Morgan)
- Jane Eyre. 2017 (Charlotte Brontë)
- Galileu. 2017 (Brecht)
- Troyanas 2017 (Eurípides/Alberto Conejero)
- Frankenstein 2018 (Mary Shelley)
- Policías y ladrones. Zarzuela. 2018. (Música de Tomás Marco y libreto de Alvaro del Amo)
- L’enigma di Lea. Opera. 2019 (Música de Benet Casablancas y texto de Rafael Argullol)
- Mrs. Dalloway. 2019 (Virginia Woolf)